# Jamska Czuba
Jamska Czuba – wzniesienie reglowe (1108 m) na wschodnich zboczach Doliny Chochołowskiej w polskich Tatrach Zachodnich. Znajduje się w dolnym zakończeniu grzbietu tworzącego północne obramowanie Doliny Dudowej. Od Spalonej Czuby (1257 m), sąsiedniego i wyżej położonego wzniesienia w tym grzbiecie, oddziela go przełęcz Jamskie Siodło (ok. 1085 m). Na przełęczy tej i w jej okolicy znajduje się polana Jamy, od której utworzono nazwę szczytu. Nazwa Jamska Czuba wprowadzona została sztucznie na mapach, przez górali nazywana była kopą Gronki.
Północne, zalesione zbocza Jamskiej Czuby opadają dość stromo do dolnej części Doliny Huciańskiej, zbocza południowe do dolnej części Doliny Dudowej. Od strony Doliny Chochołowskiej stromo podcięte wapienne zbocza tworzą wschodni bok Niżniej Bramy Chochołowskiej.

## Szlaki turystyczne
– przez Jamskie Siodło, nieco poniżej Jamskiej Czuby, prowadzi znakowana czarno Ścieżka nad Reglami, a konkretnie jej końcowy odcinek z Doliny Kościeliskiej przez Przysłop Kominiarski i Niżnią Polanę Kominiarską do Doliny Chochołowskiej, gdzie wychodzi naprzeciwko Polany pod Jaworki.
- Czas przejścia z Doliny Kościeliskiej na przełęcz: 1:55 h, z powrotem tyle samo
- Czas przejścia z przełęczy do Doliny Chochołowskiej: 5 min, ↑ 10 min